# Brazília címere

Brazil Szövetségi Köztársaság címere

Brazília címere a Brazil Szövetségi Köztársaság egyik állami jelképe. Mai alakját 1889. november 19-én, a köztársaság kikiáltása után négy nappal fogadták el. A címert Artur Zauer tervezte a köztársaság első elnökének Manuel Deodoro da Fonsecá-nak a felkérésére.

## Leírása
- A központi motívum az égszínkék színű kerek pajzs, benne öt ezüst csillag a Dél Keresztje csillagképet ábrázolja. A pajzs szélén a tagállamokat jelképező 27 ezüst csillag és arany szegélyezés található.
- A pajzs egy ötágú csillagon nyugszik amelynek ágai hasítottak, zöld és arany színűek, pereme mentén egy vörös és arany szegély. A csillag az egység és a függetlenség jelképe.
- A pajzs cölöphelyén ezüst kard található, melynek keresztvasa kék és arany, közepén vörös dísz ezüst csillaggal. Az egészet körbeöleli egy termő kávécserje és egy virágzó dohánycserje ága, melyet egy arany színű sugárirányban csíkozott húszágú csillag fog össze.
- A kard markolata fölött kék szalag található, rajta arany felirat "República Federativa do Brasil" alatta pedig a köztársaság kikiáltásának dátuma, 1889. november 15.

## Története

A gyarmati Brazília címere (1500-1815)

Portugália, Brazília és az Algarvék Egyesült Királyságának címere (1816-1821)

Portugáliától független Brazil Királyság címere (1822. szeptember-december)királyi koronával

A Brazil Birodalom címere I. Péter brazil császár idején(1822-1840)

A Brazil címer II. Péter brazil császár uralkodása alatt (1840-1889). A pajzson húszra növekszik a csillagok száma